# 教良木河内村
教良木河内村（きょうらぎかわちむら）は熊本県の天草諸島、上島北部に存在していた村。

## 歴史
- 1889年4月1日 - 町村制の施行により教良木村、内野河内村の区域を以て天草郡教良木河内村発足。
- 1955年4月1日 - 阿村、今津村との合併で松島町が発足。同日教良木河内村廃止。